# Budget
Das Budget (IPA: [byˈdʒeː], anhörenⓘ) ist in vielen Fachgebieten eine bilanzähnliche Gegenüberstellung von Einnahmen und Ausgaben oder Kosten und Erträgen, sonstigen Werten oder die für einen bestimmten Zweck einem Wirtschaftssubjekt zur Verfügung stehenden Geldmittel.

## Allgemeines
Als Wirtschaftssubjekte mit Budgets kommen Privathaushalte, Unternehmen, sonstige Personenvereinigungen und der Staat mit seiner öffentlichen Verwaltung nebst öffentlichen oder Kommunalunternehmen in Betracht. Für diese Wirtschaftssubjekte haben Budgets unterschiedliche Bedeutung und erfüllen verschiedene Funktionen. Allen gemeinsam ist die zielorientierte und zukunftsgerichtete Ausrichtung der Budgets.

## Wortherkunft
Das Lehnwort Budget stammt vom „Reisesack“ (französisch bouge), dessen französisches Diminutiv „Ranzen“ (französisch bougette) einen für Geld benutzten Ledersack oder eine Ledertasche bezeichnete. Dieses aus dem Altfranzösischen stammende Wort „bougette“ floss ab 1432 in das Mittelenglische als Budget ([ˈbʌdʒĩt]) zunächst ebenfalls für eine kleine Ledertasche ein. Danach benutzte es die englische Sprache für Ledermappen, in denen Staatsunterlagen aufbewahrt wurden. Seit 1733 ist es in England als Aufstellung der voraussichtlichen Einnahmen und Ausgaben für das nächste Jahr (englisch Statement of the probable revenue and expenditure for the following year) belegt. Dabei legte der Schatzkanzler dem Volk seinen Haushaltsplan vor, er „eröffnet das Budget“, wie es in der englischen Sprache heißt (englisch open the budget). Dann erschien es 1798 in der Regierung unter William Pitt der Jüngere als Fachwort der Wirtschafts- und Parlamentssprache in der Bedeutung „Haushaltsplan“ oder „Finanzmittel einer Stadt oder eines Landes“. Mit dem Haushalt für das Jahr 1806 (französisch Budget de l'an 1806) durch das Finanzgesetz (französisch Loi sur les finances an XIV) vom April 1806 und einem Volumen von zunächst 770 Millionen Francs stellte die Regierung unter Napoleon Bonaparte erstmals den Begriff offiziell vor. Nachdem das Budget 1806 zum offiziellen Ausdruck in Frankreich geworden war, verdrängte die französische Aussprache die ältere englische. Das grammatische Geschlecht wird seitdem durch die Endung „-et“ bestimmt.
Erstmals kam das Wort Budget in Deutschland ersichtlich in August von Kotzebues Fastnachtsposse „Pachter Feldkümmel von Tippelskirchen“ aus dem Jahre 1811 vor: „Ey! Zu geheimen Ausgaben, die werden im Budget nicht namhaft gemacht“. In seinem Buch „Teutschland und die Revolution“ erwähnte Joseph Görres 1819 erstmals das Finanzbudget. Goethe gebrauchte Budget und Etat ([eˈta]) 1830 als Synonyme. Für Friedrich Julius Stahl zeigte sich 1837 „der Geist des neueren Ständewesens im Bereiche des Staatshaushaltes an der Institution des Budgets“. Heute sind Budget und Etat ältere Nomenklaturen für einen Sachverhalt, der mit dem Begriff Haushaltsplan umschrieben wird.

## Arten
Der in vielen Fachgebieten vorkommende Begriff des Budgets weist je nach Fachgebiet unterschiedliche Begriffsinhalte auf:
- Öffentliche Haushalte stellen die größten Budgets dar, sie werden im Haushaltsrecht jedoch Haushaltsplan oder einfach Haushalt genannt. Sie sind die Gegenüberstellung von Staatseinnahmen und Staatsausgaben für ein Jahr, gegliedert nach Kapiteln und Titeln. Der öffentliche Haushalt wird für mindestens das nächste Jahr aufgestellt, wobei die Ausgaben meist feststehen und die Einnahmen durch Steuerschätzung zu schätzen sind.
- In der mikroökonomischen Haushaltstheorie besteht das Budget aus dem für den Konsum verfügbaren Einkommen eines Privathaushalts. Dieser präferiert von allen ihm zur Verfügung stehenden Konsumentscheidungen eine am stärksten (siehe Haushaltsoptimum).
- Betriebswirtschaftslehre: Das Budget ist das Ergebnis einer vorausgegangenen Budgetierung. Es handelt sich um einen kurzfristigen operativen Finanzplan, der die Allokation von Ressourcen steuert (z. B. Personal-, Investitions- oder Forschungs- und Entwicklungsbudget; siehe Unternehmensplanung).
- In der privaten Finanzplanung wird eine als angestrebter Soll-Zustand definierte private Liquiditätsrechnung als Privatbudget bezeichnet,  auch die für einen bestimmten Ausgabenzweck zur Verfügung stehende Geldsumme.
- Gesundheitswesen: Hier ist das Budget ein Ausgabenplan zur Begrenzung der gesetzlichen Krankenkassenkosten für das nächste Jahr (siehe Budgetierung (Gesundheitswesen)).
- Sozialversicherung: Das Budget (Sozialversicherung) legt die Ausgabevolumina bestimmter Leistungen für die Leistungserbringer bzw. für die Versicherungsnehmer verbindlich fest und begrenzt sie.
- Das SGB IX regelt in § 29 SGB IX die Leistungsansprüche von Behinderten als budgetfähige Leistungen (Persönliches Budget).
- In der Filmwirtschaft heißt die vom Filmproduzenten zur Filmproduktion bewilligte Geldsumme Filmbudget.
- Im Marketing umfasst das Budget in der Kommunikationsplanung die für Werbung vorgesehenen Ausgaben (siehe Budgetierung (Kommunikationspolitik)).

Ein staatliches Budget ist konjunkturneutral, wenn es für sich allein den Auslastungsgrad des Produktionspotenzials weder erhöht noch senkt. Das Privatbudget enthält als Teilgruppe das Urlaubsbudget. In Deutschland sollen die Ausgaben für den Haupturlaub von 2148 Euro (2016) auf 2313 Euro (2017) steigen, wobei das größte Budget von 2369 Euro (2016) bzw. 2.631 Euro (2017) auf die 50-59-Jährigen entfällt.

## Budgetziele
Die Aufstellung eines Budgets außerhalb des öffentlichen Sektors gehört zur Finanzplanung. Im öffentlichen Sektor sind die Budgetziele als Haushaltsgrundsätze im Haushaltsgrundsätzegesetz (HGrG) erfasst, wobei insbesondere der Grundsatz der Sparsamkeit und Wirtschaftlichkeit bei Aufstellung und Ausführung des Haushalts zu beachten ist (§ 6 HGrG). Außerhalb des öffentlichen Sektors werden die obersten Budgetziele als Rahmenplan durch die Unternehmensführung festgelegt, die weiteren Hierarchieebenen konkretisieren diese schrittweise in detailliertere Budgetteilpläne. Dabei macht das Budget durch die Gegenüberstellung von erwarteten Kosten und Erlösen die künftige Ertragslage und durch die Gegenüberstellung von geplanten Ausgaben und Einnahmen das künftige Liquiditätsrisiko transparent. Es dient für alle Wirtschaftssubjekte als interne Zielvorgabe und damit als Obergrenze für bestimmte Ausgaben- oder Kostenarten, die nicht überschritten werden dürfen. Budgetierte Erlöse oder Erträge sind als Untergrenze für Vertrieb und Marketing eine Zielvorgabe für die künftige Marktbearbeitung. Budgetabweichungen (Budgetüberschreitung, Budgetunterschreitung) sind den Budgetverantwortlichen zu erklären.  

## Sonstiges
Billigfluggesellschaften (englisch low budget carrier) sind Airlines, die Flugreisen billiger anbieten als konventionelle Fluggesellschaften. Ein Low-Budget-Film oder auch ein No-Budget-Film sind entsprechend Filmproduktionen, die nur über ein geringes Budget verfügen. Der Rucksacktourismus wird in Fachkreisen als Low-Budget-Tourismus bezeichnet. Bei Budget Rent a Car handelt es sich um eine Autovermietungsgesellschaft. In den Beispielen dieses Abschnitts wird Budget englisch ausgesprochen (ˈbʌdʒ.ɪt). 